# Омофон
Омофоните са думи, които се произнасят еднакво, но имат различен правопис и значение. Омофони са например думите пот и под, също плетат и плетът.

## Етимология
Омофон (от гръцки ὄμος – „еднакъв“, и φωνή – „звук“) през френски homophone.

## Примери
Омофонни думи:
- шев и шеф
- под и пот
- куб и куп
- кос и коз

омонимни словоформи (съвпадение на форми на различни думи, но с различно значение):
- прах – съществително име, средство за пране
- прах – минало свършено време на глагола пера, първо лице, единствено число, действие по почистване на дреха с вода и средство за пране

## Примери в чужди езици

### Английски език
- knew — new
- meat — meet[2]